# Bni Yakhlef
Bni Yakhlef (en arabe : ابن يخلف) est une ville de la préfecture de Mohammédia, dans la région Casablanca-Settat, au Maroc.